# Josef Fischer (poslanec Říšského sněmu)
Josef Fischer (1802 Potzneusiedl – 24. října 1858 Bruck an der Leitha) byl rakouský politik německé národnosti z Dolních Rakous, během revolučního roku 1848 poslanec Říšského sněmu.

## Biografie
Narodil se roku 1802 ve vsi Potzneusiedl v tehdejším Uhersku (dnes Burgenland).
Roku 1849 se uvádí jako Joseph Fischer, sládek v obci Bruck an der Leitha.
Během revolučního roku 1848 se zapojil do veřejného dění. Ve volbách roku 1848 byl zvolen i na ústavodárný Říšský sněm. Zastupoval volební obvod Bruck an der Leitha. Tehdy se uváděl coby měšťanský sládek. Na mandát rezignoval v prosinci 1848.
Jeho synem byl Josef Fischer (1835–1911), který byl koncem 19. století poslancem Říšské rady.